# Chapelle Jeanne-d'Arc de Thouars
Ne doit pas être confondu avec Chapelle Sainte-Jeanne-d'Arc.
La chapelle Jeanne-d'Arc est une chapelle néogothique située à Thouars, dans le département français des Deux-Sèvres, actuellement utilisée en tant que centre d'art contemporain d'intérêt national.

## Histoire
D'architecture néogothique, la construction de la chapelle Jeanne-d'Arc se termine en 1889. Elle fait partie d'un ensemble de bâtiments abritant une école privée catholique (nommée « Institution Jeanne-d'Arc ») tenue par des religieuses de la Retraite qui compte jusqu'à 135 élèves en 1941.
À la fin des années 1970, les bâtiments sont laissés à l'abandon puis rachetés par la ville de Thouars,. Seule la chapelle est conservée et le reste du site est transformé en parking paysager.
Centre d'art contemporain depuis 2010 et labellisée « d’intérêt national » depuis 2019 par le ministère de la Culture, la chapelle Jeanne-d'Arc accueille entre 5 000 et 10 000 visiteurs par an en 2022 et est un lieu de référence de l'art contemporain dans le Grand Ouest,.

### Direction
Depuis 2023, le nouveau responsable est Martial Déflacieux, qui succède à Antoine Réguillon.

## Artistes exposés
Parmi les principaux artistes exposés, on peut citer :
- Pascale Gadon (2004)
- Krijn De Koning (2004)
- Pascale Rémita (2005)
- Peter Briggs (2005)
- Eric Gouret (2006)
- Kees Visser (2006)
- Claude Pauquet (2006)
- Pierre Savatier (2007)
- Vincent Lamouroux (2007)
- John Tremblay (2008)
- Bruno Petremann (2008)
- Marc Hamandjian (2009)
- Pascal Broccolichi (2009)
- Carole Rivalin (2009)
- Stéphane Calais (2010)
- Christine Laquet (2010)
- Claire-Lise Petitjean (2010)
- Daniel Buren (2011)
- Thierry Girard (2011)
- Sophie Hurié (2012)
- Marion-Tampon-Lajariette (2012)
- Grégory Markovic (2012)
- Françoise Pétrovitch (2014)
- Céline Duval (2014)
- Marie-Ange Guilleminot (2015)
- Julien Gardair (2015)
- Veit Stratmann (2016)
- Bernard Calet (2017)
- Clément Laigle (2017)
- Yves Chaudouët (2018)
- Maude Maris (2018)
- Seulgi Lee (2019)
- Stéphane Vigny (2019)
- Benoit Pierre (2020)
- Elsa Sahal (2020)
- Hervé Le Nost (2021)
- Dominique Marchès (2021)
- Anabelle Hulaut (2022)
- Ladislas Combeuil (2022)

## Galerie

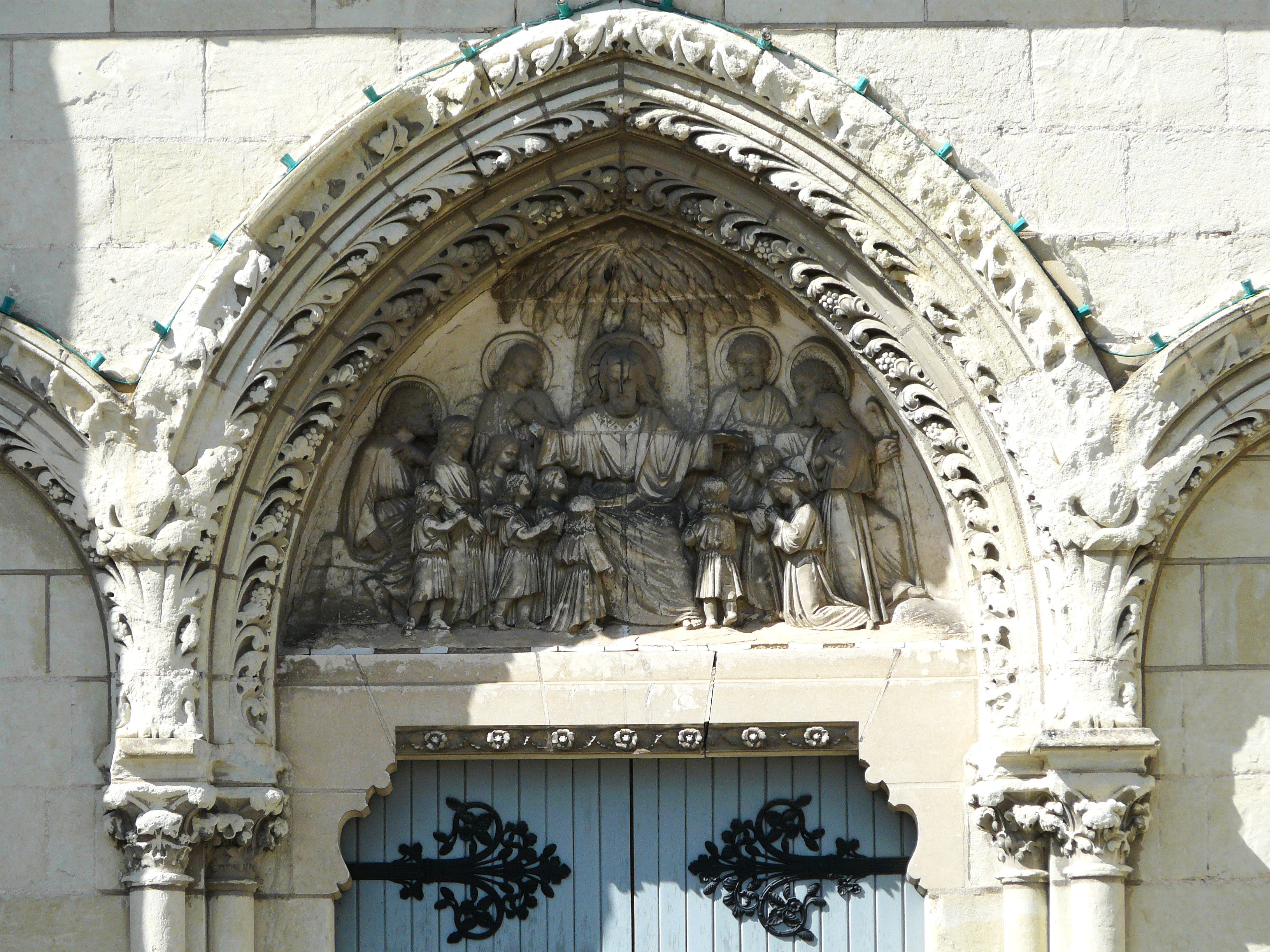
Détail du portail de la chapelle Jeanne-d'Arc.